# Bao Youxiang

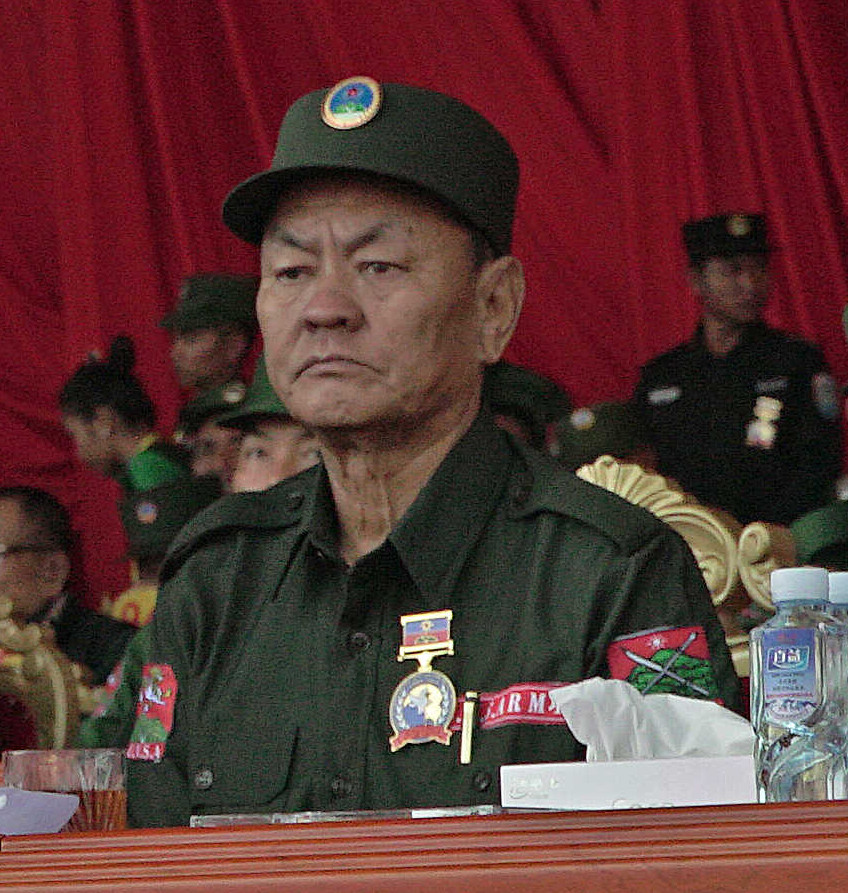
Bao Youxiang

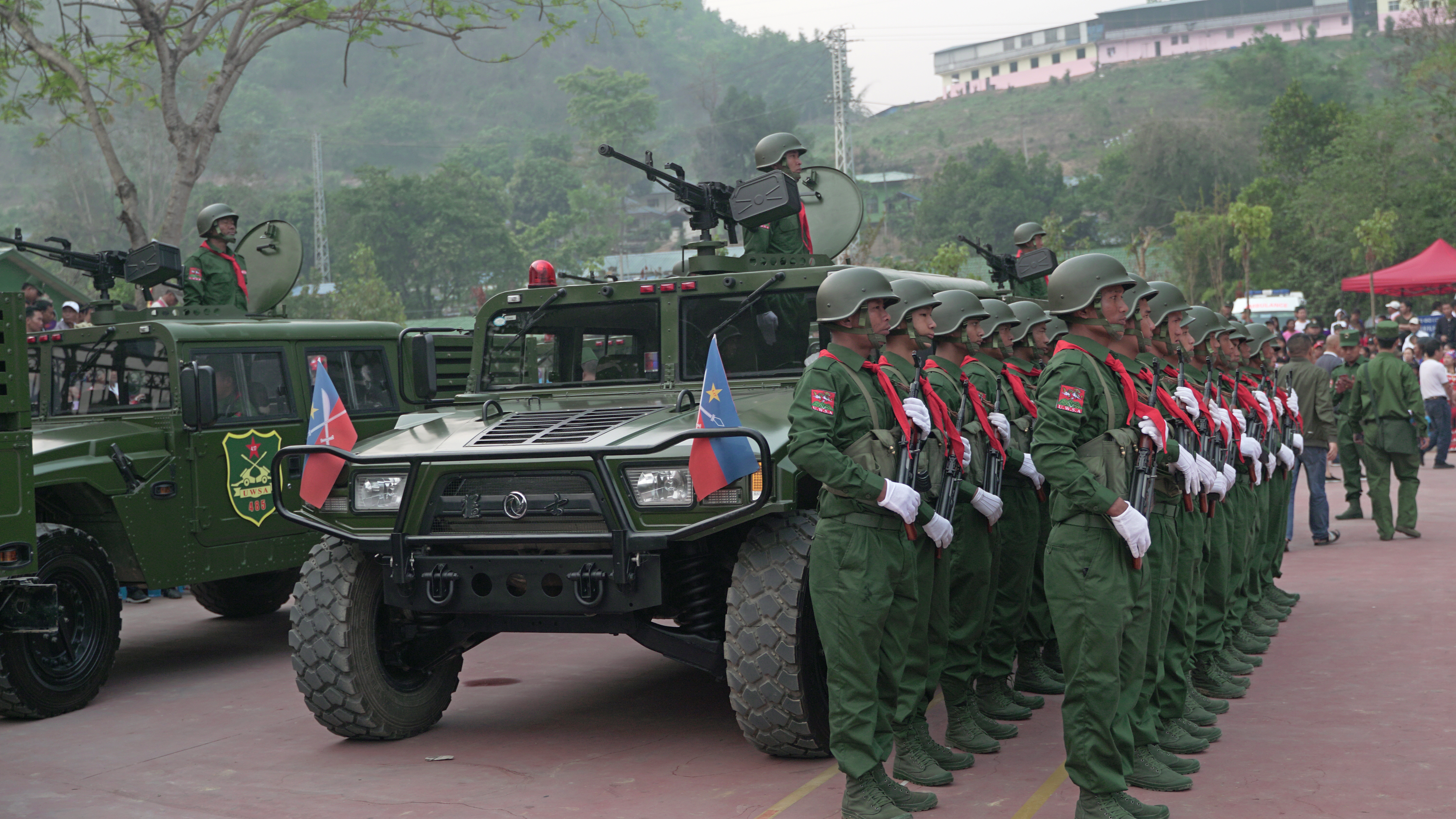
Soldaten der United Wa State Army. Der stärksten bewaffneten ethnischen Organisation in Myanmar.

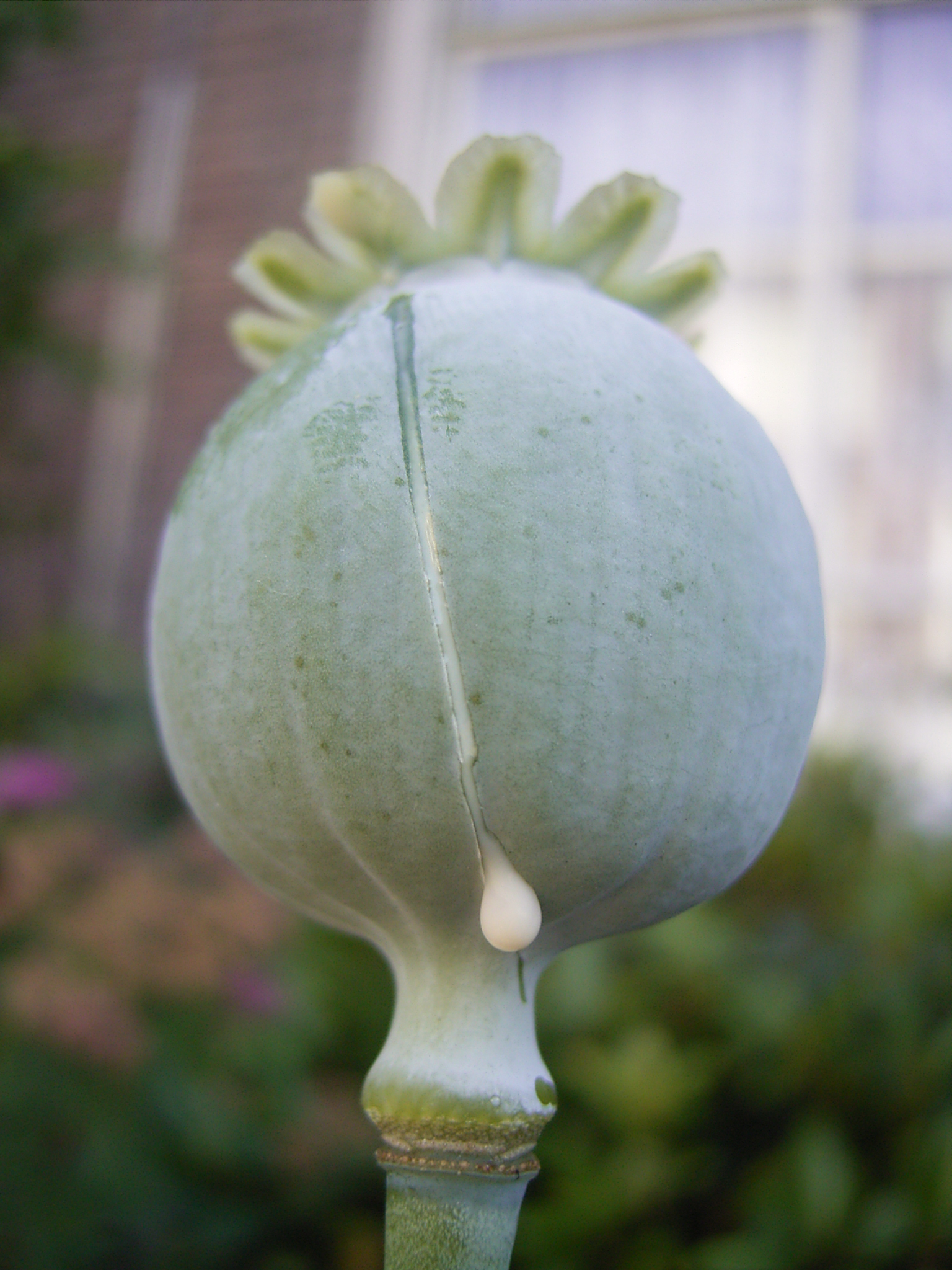
Der Anbau von Schlafmohn bildete die Haupteinnahmequelle für die Wa. Aufgrund internationalen Drucks erließ Bao Youxiang 2005 ein Verbot, Schlafmohn anzubauen.

Bao Youxiang (birmanisch ပေါက်ယူချန်း, chinesisch 鲍有祥; geboren 14. September 1949) ist der Präsident des Wa-Staats und der Kommandierende der United Wa State Army in Myanmar. Bao Youxiang gilt als ein Verfechter für die Einhaltung eines Waffenstillstands mit der myanmarischen Zentralregierung und setzt sich für einen autonomen Staat der WA innerhalb der Union ein. Bao Youxiang konnte erreichen, dass die Wa eine große Autonomie innerhalb des Landes genossen und ihre eigenen Streitkräfte unterhalten konnten.

## Leben
Bao Youxiang wurde am 14. September 1949 in Kunma im Grenzgebiet zwischen Myanmar und China geboren. Sein Name ist chinesisch, weil die Region stark unter dem Einfluss Chinas steht, obwohl er der Ethnie der Wa angehört. In seiner Jugend verließ er seinen Heimatort nie, mit einer Ausnahme. 1959 musste er mit seiner Familie für 2 Jahre nach Yunnan flüchten. Kuomintang hatten sein Elternhaus überfallen. Er war der Zweitjüngste von 8 Kindern. 1966 wurde sein Elternhaus nochmals von Kuomintang überfallen. Mit 17 Jahren gründete er zusammen mit seinen Brüdern und Verwandten eine Guerillaeinheit Kunma Guerrilla Brigade, um sich gegen die Burmesischen Machthaber und die Kuomintang zu wehren, nachdem das Militär 1962 die Macht ergriffen hatte und militärisch gegen die Minderheiten im Lande vorgingen. Damals entstanden viele Widerstandsgruppen im Wa-Gebiet, und wie viele andere finanzierten sie sich durch den Anbau und Schmuggel von Opium. 1969 trat er in die Kommunistische Partei Burmas (CPB) ein und unterstellte seine kleine Gruppe der Partei. Dies tat er nicht aus ideologischen Gründen, sondern weil die CPB ihm Ausbildung, Waffen und Einkommen sichern konnte. Das Land Burma war ihm eigentlich fremd. Die Wa waren eigentlich nie Teil der Burmesischen Königreiche und der Britischen Kolonie gewesen. Sie wurden nie gefragt, ob sie ein Teil von Burma werden wollten. Für Bao Youxiang zählte nur die Unabhängigkeit seines Volkes, der Wa. Bao Youxiang führte zuerst ein Bataillon in seiner Heimatgemeinde an. Schnell wurde er aber zum Kommandanten der 683. Brigade der CPB im Grenzgebiet zwischen Thailand und Myanmar.
1989 kam es zu einer Rebellion der Wa-Soldaten und Unteroffiziere gegen die Führung der CPB. Die Führung der Partei hatte sich von den Wünschen und Träumen ihrer Soldaten entfremdet und bestand fast ausschließlich aus ethnischen Burmesen. Die Wa wünschten Unabhängigkeit oder Autonomie von Burma und keinen kommunistischen Staat. Auch dienten sie primär als Kanonenfutter. Die Rebellion führte zum Zusammenbruch der CPB und ihre Anführer mussten nach China ins Exil. Entscheidend für die Rebellion war auch ein Angebot der myanmarischen Regierung, den Wa Autonomie zu gewähren, indem sie ein Waffenstillstandsabkommen unterzeichneten. Am 17. April 1989 lösten sich die Kämpfer von der CPB und gründeten die United Wa State Army. Als erster Kommandierender wurde Bao Youxiang ernannt. 1995 übernahm er auch den Vorsitz der United Wa State Party, dem politischen Arm der Armee. Bao Youxiang führte erfolgreiche Waffenstillstandsverhandlungen mit der Zentralregierung und erreichte die Anerkennung der Special Zone 2, welche 2008 als Spezial Administrative Region der Wa in der Verfassung des Landes festgelegt wurde. Unter seiner Führung entstand der Wa-Staat. Die Wa Truppen der CPB wurden nicht aufgelöst. Im Gegenteil, durch den Waffenstillstand konnten sie systematisch mit Hilfe Chinas ausgebaut werden. Stand 2024 ist die UWSA die mit Abstand am besten aufgestellte, ausgerüstete und ausgebildete bewaffnete ethnische Organisation in Myanmar. Bao vergleicht die UWSA mit einem Bodybuilder. Die UWSA muss stark aussehen, damit keiner versucht, den Wa Probleme zu bereiten. Aber wie ein Bodybuilder wollen die Wa nicht kämpfen, wenn nicht nötig. Im Bürgerkrieg verhielt sich die UWSA (Stand 2024) neutral.

## Entscheidungen
Als Vorsitzender der UWSP und Kommandierender der UWSA fällte Bao Youxiang schwerwiegende Entscheidungen.
- Kampf gegen die Muang Tai Army und die Shan State Army. Nach dem Waffenstillstand ging die UWSA gegen die Truppen des Drogenhändlers Khun Sa militärisch vor. Dabei wurden sie vom Militär des Gesamtstaates Myanmar unterstützt. 1994–1995 kam es zu schweren Kämpfen entlang der Grenze zu Thailand. Es scheint einen Handel zwischen Wa und der Zentralregierung gegeben zu haben. Gebiete, welche die Wa von Khun Sas Truppen eroberten, durften sie inoffiziell behalten. 1996 ergab sich Khun Sa dem myanmarischen Militär nach einer Rebellion in den eigenen Reihen. Die Wa konnten Gebiete wie Doi Lang und das Mong Yawn Tal im Grenzgebiet zu Thailand übernehmen. Zwar forderte sie das myanmarische Militär auf, diese Gebiete nach den Kämpfen wieder zu räumen, aber die Wa weigerten sich, dem Befehl Folge zu leisten. Die Regierung unternahm wenig, um die Wa aus dem Grenzgebiet zu vertreiben. Bis heute (2024) halten die Wa Gebiete entlang der thailändischen Grenze gegenüber der thailändischen Provinz Chiang Mai.[6]

- Die Erklärung 1997, den Wa-Staat bis 2005 zur opiumfreien Zone zu erklären. Nachdem Bao Youxiang 1995 auch die politische Macht im Wa-Staat übernommen hatte, suchte er einen Kompromiss mit den USA und anderen Ländern. Die Wa bauten traditionell Opium an. Seit der Einführung von Opium durch die Engländer war Opium eine Haupteinnahmequelle für die Wa, welche schwerlich ersetzt werden konnte.[7]

- Den Beschluss 1999, Bewohner der Berge im Wa-Staat in die fruchtbareren Täler an der Grenze zu Thailand umzusiedeln. Opiumanbauende Wa-Bergbewohner wurden in Gebiete, welche davor von Lahu, Akha und Shan bewohnt wurden, umgesiedelt. Die vorhergehenden Bewohner wurden ohne Kompensation vertrieben.[8]

- Das Verbot 2005, im Gebiet der UWSP Opium anzubauen. Xiao Min Liang, der Vizepräsident der UWSP, sagte dazu: Wenn man die Bevölkerung des Wa-Staates fragen würde, ob sie dieses Verbot begrüßen, würde keiner Ja sagen. Wir setzen eine Politik gegen unser eigenes Volk durch. Wir nehmen unserer Bevölkerung ihre Haupteinnahmequelle. Wir versuchen, der Bevölkerung in dieser schwierigen Zeit zu helfen, aber wir benötigen Unterstützung von außen.[9]

- Die Entscheidung, wenig gegen das Aufkommen von anderen Drogen zu unternehmen. Die Entscheidung gegen Opium bedeutete nicht, die Produktion anderer Drogen zu verbieten. Viele Geschäftsleute im Wa-Gebiet stiegen auf die Produktion synthetischer Drogen wie Yaa Baa, ein (Methamphetamin), anstelle von Heroin um. Im Gegenteil, Beobachter behaupten, dass Bao Youxiang und sein Bruder das Geschäft kontrollierten.[10]

- Die Entscheidung 2010, die UWSA entgegen der Wünsche der Militärregierung nicht in eine Border Guard Force umzuwandeln.[11]

- Die Entscheidung 2015, das Nationale Waffenstillstandsabkommen mit der gewählten Regierung nicht zu unterzeichnen. Bao Youxiang begründete die Entscheidung damit, dass es seit 1989 einen Waffenstillstand gäbe, und der auch eingehalten wurde. Eine formelle Unterzeichnung eines neuen Waffenstillstandes lehnte er ab, weil es eine Demilitarisierung der WA Spezial Administrative Region bedeutet hätte.

- Die Entscheidung, die SSPP und die TNLA aktiv im Kampf gegen die RCSS durch eigene UWSA Truppen zu unterstützen. Die RCSS war 2017 in den nördlichen Shan-Staat eingefallen. Die RCSS gilt als pro Thailand und wollte einen Korridor zwischen China und Thailand schaffen. 2021 musste die RCSS sich aus dem nördlichen Shan-Staat komplett zurückziehen, und das südliche Kommando (Region 171) der UWSA bedrohte die Basen der RCSS an der Grenze zu Thailand.[12]

- Die Entscheidung 2021, nicht militärisch gegen die Militärregierung nach dem Putsch vorzugehen und sich nicht der National Unity Government anzuschließen, sondern weiterhin Frieden mit dem Zentralstaat zu suchen.

- Die Entscheidung, verschiedene bewaffnete ethnische Organisationen, welche die Militärregierung bekämpfen, mit Waffen, Munition und Ausbildung zu unterstützen, namentlich die MNDAA, die SSPP, die TNLA, die AA und die KIA.[13]